# Randle Cotgrave
Randle Cotgrave (* 16. Jahrhundert; † 1634) war ein britischer Romanist und Lexikograf.

## Leben und Werk
Cotgrave studierte an der Universität Cambridge. Er war Sekretär von William Cecil, 2nd Earl of Exeter (1566–1640, Sohn von Thomas Cecil, 1st Earl of Exeter, 1542–1623), dem er sein sprachgeschichtlich bedeutendes Wörterbuch Französisch-Englisch von 1611 widmete. Da Cotgrave seinen englischen Benutzern die französische Literatur des 16. Jahrhunderts zugänglich machen wollte, nahm er viel lexikalisches Material auf, das in den zeitgenössischen französischen Wörterbüchern fehlte.

## Werke
- A Dictionarie of the French and English Tongues, London 1611, Columbia 1950, 1968, Menston 1968, Hildesheim 1970, Amsterdam 1971, London 1974, 2 Bde., Genf 2011 (Vorwort durch Jean Pruvost; Einführung durch Susan Baddeley); mit: Robert Sherwood, A Dictionarie English and French, London 1632, 1650, 1660, 1672 (ab 1650 mit Ergänzungen durch James Howell)